# 暮蟬悲鳴時祭 憑落篇
《暮蟬悲鳴時祭 憑落篇》是專為PS2版本《暮蟬悲鳴時祭》及其改良版《暮蟬悲鳴時祭 碎片遊玩》遊戲而設計的其中一個獨有章節。

## 簡介
由於北條鐵平搬回和沙都子住，令沙都子每天都受到鐵平的虐待，因此經常都是失神狀態。
圭一和經常來雛見澤玩的詩音決定找一個方法去救沙都子，而禮奈同時亦因為發現間宮不是好人，因此亦計劃殺死背後操縱間宮的鐵平，三人因理念相同而一拍即合…
綿流祭當日，三人成功殺死了北條鐵平，但就當三人以為計劃可以完美地終結之際，卻被回家的北條沙都子發現…

## 概要
本篇是暮蟬悲鳴時 祟殺篇的改篇，都是講述圭一他們怎樣去計劃殺死北條鐵平。
但是內容和崇殺篇有以下分別：
1. 詩音因受悟史所托而在雛見澤出現，並因看見沙都子的慘況而和圭一他們一起計劃殺死北條鐵平。
2. 禮奈因為間宮的事而想起以前她爸爸媽媽離婚的事，而加入圭一他們，一起計劃殺死北條鐵平。

最後禮奈殺掉除梨花以外的全部同伴，但是禮奈也在看過「三四文書」之後被山狗部隊開槍殺死而變成悲劇結局。

## 外部連結
- PS2版官方網站：「憑落篇」